# Sacha Baron Cohen
Sacha Baron Cohen (født 13. oktober 1971 i Surrey, Storbritannien) er en britisk komiker. Han er kendt for rollerne Ali G (gangster/rapper fra Staines), Borat Sagdiyev (kasakhisk reporter), Bruno (eller Brüno, østrigsk homoseksuel modereporter) og Diktatoren (diktator admiral general Aladeen). Han blev for Borat nomineret til en Oscar for bedste originale manuskript.
Han voksede op i en ortodoks jødisk familie i London, som den anden af tre sønner af Gerald & Daniella Baron Cohen. Faderen har en herretøjsbutik ved Piccadilly og kommer fra Wales, mens moderen Daniella Cohen er persisk jøde født i Mandatområdet i Palæstina.
Cohen har eksamen i historie fra Cambridge University, hvor han studerede ved Christ's College.
Hans bror Erran Baron Cohen er komponist og spiller trompet. Han har skrevet musik til Cohens film Borat og Brüno.
Sacha Cohen er gift med den australske skuespillerinde Isla Lang Fisher.

## Filmografi
- Ali G Indahouse (2002)
- Talladega Nights: The Ballad of Ricky Bobby (2006)
- Borat: Cultural Learnings of America for Make Benefit Glorious Nation of Kazakhstan (2006)
- Sweeney Todd: Den djævelske barber fra Fleet Street (2007)
- Brüno (2009)
- Hugo (2011)
- The Dictator (2012)
- Les Miserables (2012 film)
- The Brothers Grimsby (2016)
- Who Is America? (2018)